# مطار بورت هاركورت الدولي
مطار بورت هاركورت الدولي (إياتا: PHC، إيكاو: DNPO) مطار دولي واقع في أوماغوا، إحدى ضواحي بورت هاركورت، عاصمة ولاية ريفرز في دولة نيجيريا. يشغل المطار محطتان للرحلات للرحلات المحلية والدولية. قام بتأسيس المحطة الدولية الرئيس محمد بخاري، الرئيس التنفيذي لجمهرية نيجيريا في 25 أكتوبر 2018. خدم المطار 1,081,587 مسافرًا في عام 2019، مما جعله ثالث أكثر المطارات ازدحامًا في نيجيريا.

## تاريخ
تم إغلاق المطار للإصلاحات في 18 أغسطس 2006. ذكرت هيئة الطيران المدني النيجيرية أن الإغلاق الطارئ كان من أجل إصلاح المدرج وبناء سياج حول المنشأة. ظلت الصيانة في مراحل التخطيط لعدة أشهر، وبعد حريق كهربائي في 17 أغسطس من 2006 أصبحت الإصلاحات ضرورية على الفور. تم تحويل جميع الرحلات الداخلية إلى مطار سام مباكوي (أويري) ومطار أكانو إيبيام الدولي (إينوجو) ومطار مارغريت إكبو الدولي (كالابار)، في حين تم تحويل الرحلات الدولية إلى مطار نامدي أزيكيوي الدولي (أبوجا) ومطار مورتالا محمد الدولي (لاغوس).
بدأت أعمال الإصلاح في يناير 2007، بينما كان من المتوقع أن يتم إعادة الفتح في أغسطس 2007. في يونيو من 2007، توقف العمل بسبب مخاوف تتعلق بسلامة المهندسين.
أعيد فتح المطار بطاقة استيعابية محدودة في ديسمبر 2007. واقتصرت العمليات على النهار حتى الربع الأول من عام 2008 حيث أصبح نظام الإضاءة CAT III الجديد يعمل بكامل الطاقة.

## المرافق الأخرى
لدى هيئة الطيران المدني النيجيرية مكتب على أرض المطار في بورت هاركورت.

## شركات الطيران والوجهات
| شركـات طيـران           | الوجهات                            |
| ----------------------- | ---------------------------------- |
| Aero Contractors        | Abuja، Lagos                       |
| Africa's Connection STP | مطار ساو تومي                      |
| الخطوط الجوية الفرنسية  | Abuja، مطار باريس شارل ديغول       |
| إير بيس                 | Abuja، Kano، Lagos                 |
| طيران أريك              | Abuja، Lagos، مطار ليون مبا الدولي |
| Cronos Airlines         | Accra، Malabo                      |
| Dana Air                | Abuja، Lagos                       |
| لوفتهانزا               | Abuja، Frankfurt                   |
| Med-View Airline        | Enugu، Lagos                       |
| الخطوط الجوية القطرية   | Doha                               |
| الخطوط الجوية التركية   | Istanbul                           |

### شحن
| شركـات طيـران           | الوجهات                 |
| ----------------------- | ----------------------- |
| الخطوط الجوية الفرنسية  | Paris–Charles de Gaulle |
| Air Atlanta Icelandic   | Liège                   |
| كارغولوكس               | Luxembourg              |
| Western Global Airlines | Liège                   |

## إحصائيات
تظهر هذه البيانات عدد تحركات الركاب في المطار، وفقا لتقارير موجزة عن قطاع الطيران لهيئة المطارات الفيدرالية النيجيرية.

## حوادث
- في 17 ديسمبر 1996، اصطدمت طائرة MK Airlines DC-8-55F قادمة من لوكسمبورغ بالأشجار، وسقطت على مسافة قصيرة من المدرج وأحرقت. نجا جميع أفراد الطاقم الأربعة.
- في 27 نوفمبر 2001، تحطمت طائرة من طراز MK Airlines Boeing 747-200F في طقس سيئ في نهائي قصير إلى مطار بورت هاركورت الدولي، مما أسفر عن مقتل أحد أفراد الطاقم. أصدرت وزارة الطيران النيجيرية تقريرًا عن حوادث الطيران المدني (FMA / AIPB / 389) وجد أن الطيار كان يستخدم نهجًا نهائيًا غير قياسي على الطيار الآلي تحت 2000 قدم، على عكس سياسة الشركة.[10][11]
- في 6 يونيو 2005، اصطدمت طائرة إيرباص A330 تابعة للخطوط الجوية الفرنسية تحمل ما يقرب من 200 راكب بقطيع من الأبقار بعد هبوطها في مطار بورت هاركورت. لم تقع قتلى على متن الطائرة ولم تتضرر الطائرة بشكل كبير.[12]
- في 10 ديسمبر 2005، تحطمت رحلة طيران سوسوليسو 1145 في مطار بورت هاركورت بعد تحليقها من مطار نامدي أزيكيوي الدولي في أبوجا. من بين 110 ركاب وطاقم كانوا على متنها، نجا اثنان فقط.[13][14]
- في 22 يونيو 2019، خرجت طائرة بوينج 737 من طراز Air Peace تحمل 87 راكبًا و 6 أفراد من الطاقم من أبوجا إلى بورت هاركورت أثناء هبوطها في ظل هطول أمطار غزيرة واستقرت في الوحل الناعم.[15]